# Ceilhes-et-Rocozels
Ceilhes-et-Rocozels är en kommun i departementet Hérault i regionen Occitanien i södra Frankrike. Kommunen ligger i kantonen Lunas som tillhör arrondissementet Lodève. År 2022 hade Ceilhes-et-Rocozels 247 invånare.

## Befolkningsutveckling
Antalet invånare i kommunen Ceilhes-et-Rocozels
Referens:INSEE